# Laurent Pasquier
Pour l’article homonyme, voir Laurent Pasquier (acteur).
Laurent Pasquier est un personnage de fiction, héros principal et narrateur du cycle romanesque Chronique des Pasquier, de Georges Duhamel, paru de 1933 à 1945. Personnage principal de la famille Pasquier, il est présenté comme un jeune homme idéaliste qui, dans le sillage de son père et en réaction contre son frère, poursuit sa propre voie en devenant un brillant biologiste du Collège de France totalement désintéressé des choses matérielles pour se consacrer entièrement à la science.
Le personnage de Laurent Pasquier est considéré en grande partie comme un double littéraire de Duhamel, autant par le parcours professionnel de son héros, très similaire à celui de son auteur, que par l'entourage familial dans lequel il évolue, transposition directe des proches et de la vie personnelle de l'écrivain. Ce personnage est considéré comme un important héros moderne de la littérature française, rattaché au courant littéraire unanimiste, et a fait l'objet de diverses études psychologiques.

## Biographie de fiction
Né par hasard à Honfleur le 21 mars 1881, Laurent Pasquier est le fils d'Eugène-Étienne-Raymond Pasquier, dit « Ram », et de Lucie-Éléonor Delahaie-Pasquier, formant un couple parisien modeste qui a eu sept enfants : Michel l'aîné et Marthe, morts de la scarlatine en 1884 à dix et cinq ans, Joseph, Ferdinand, Laurent, Cécile, et la benjamine Suzanne. Vers 1885, Raymond Pasquier, vivant dans l'admiration de Pasteur et d'Émile Roux, ne jure que d'élévation sociale et intellectuelle. Il décide à quarante ans de commencer des études de médecine ; peu de temps après son épouse hérite d'une tante de province récemment décédée. La famille déménage dans un appartement bourgeois de la rue Vandamme. Tout à l'admiration de son père et éduqué par sa mère avec sa jeune sœur Cécile dont il est très proche, Laurent fait sa première rentrée scolaire à l'école primaire de la rue Desprez à l'âge de sept ans où il découvre les autres enfants de son âge.
Les années passent, Raymond Pasquier devient finalement médecin à force de détermination et de cours du soir ; Joseph Pasquier très tôt fasciné par l'argent et le pouvoir commence une carrière dans le commerce puis la finance ; Cécile se découvre être une brillante pianiste. Bon élève, Laurent est le plus doué de la famille pour les études. Il réalise un beau parcours au lycée Henri-IV où il fait la connaissance de Justin Weill, un jeune juif passionné se dédiant à la carrière d'écrivain ou de poète, qui sera dès lors l'ami et le confident de sa vie. Laurent Pasquier hésite entre embrasser une carrière scientifique ou artistique, afin d'assouvir sa passion d'absolu et d'idéal dans ces deux domaines. Il découvre en grandissant l'infidélité de son père qui ne peut s'empêcher de courir le jupon et le désarroi de sa mère qui doit accepter la situation tout en subvenant à tous les besoins de la famille. Pour s'élever au-dessus de la médiocrité des hommes qui l'entourent, il fait alors le vœu « d'être un jour futur un savant ».

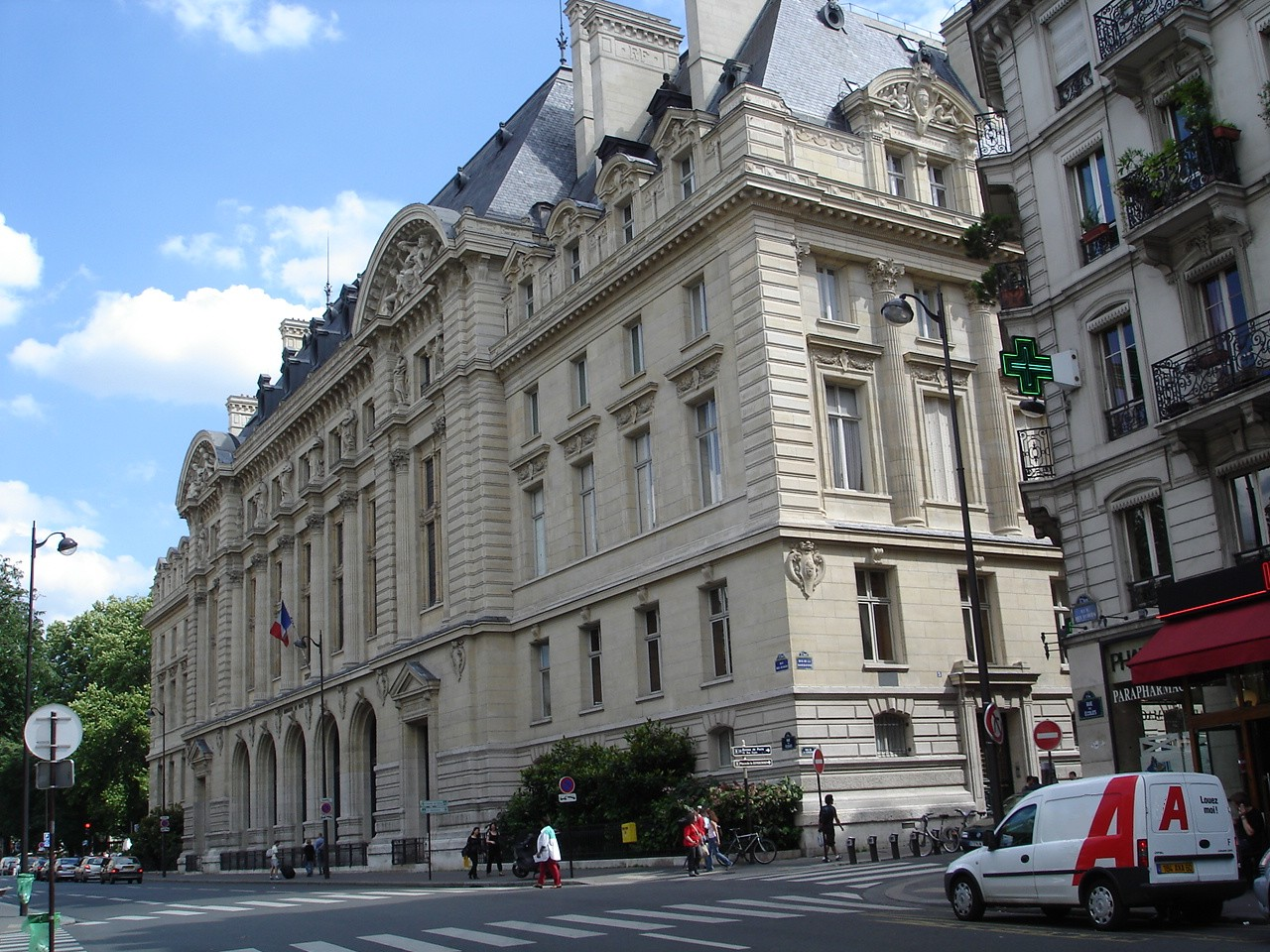
La Sorbonne où Laurent Pasquier commence ses études.

En 1900, Laurent Pasquier entreprend des études scientifiques en menant de front une licence de biologie et des études de médecine à la Sorbonne. À la suite d'une énième altercation avec son frère Joseph, à propos d'argent et d'héritage, Laurent lui fait une promesse rageuse de désintéressement le plus complet. Hélène Strohl, une collègue de laboratoire dont il réalise trop tard qu'il est épris,, décide d'épouser finalement Joseph Pasquier, laissant Laurent abattu et vaincu une nouvelle fois par son frère aîné. En janvier 1901, irrémédiablement oppressé par sa famille et en particulier par les éternelles frasques de son père, il quitte le foyer familial de Créteil et vit dès lors spartiatement dans une petite chambre qu'il occupera durant près de vingt années sous les toits du 31, rue Du Sommerard juste à côté de la Sorbonne.

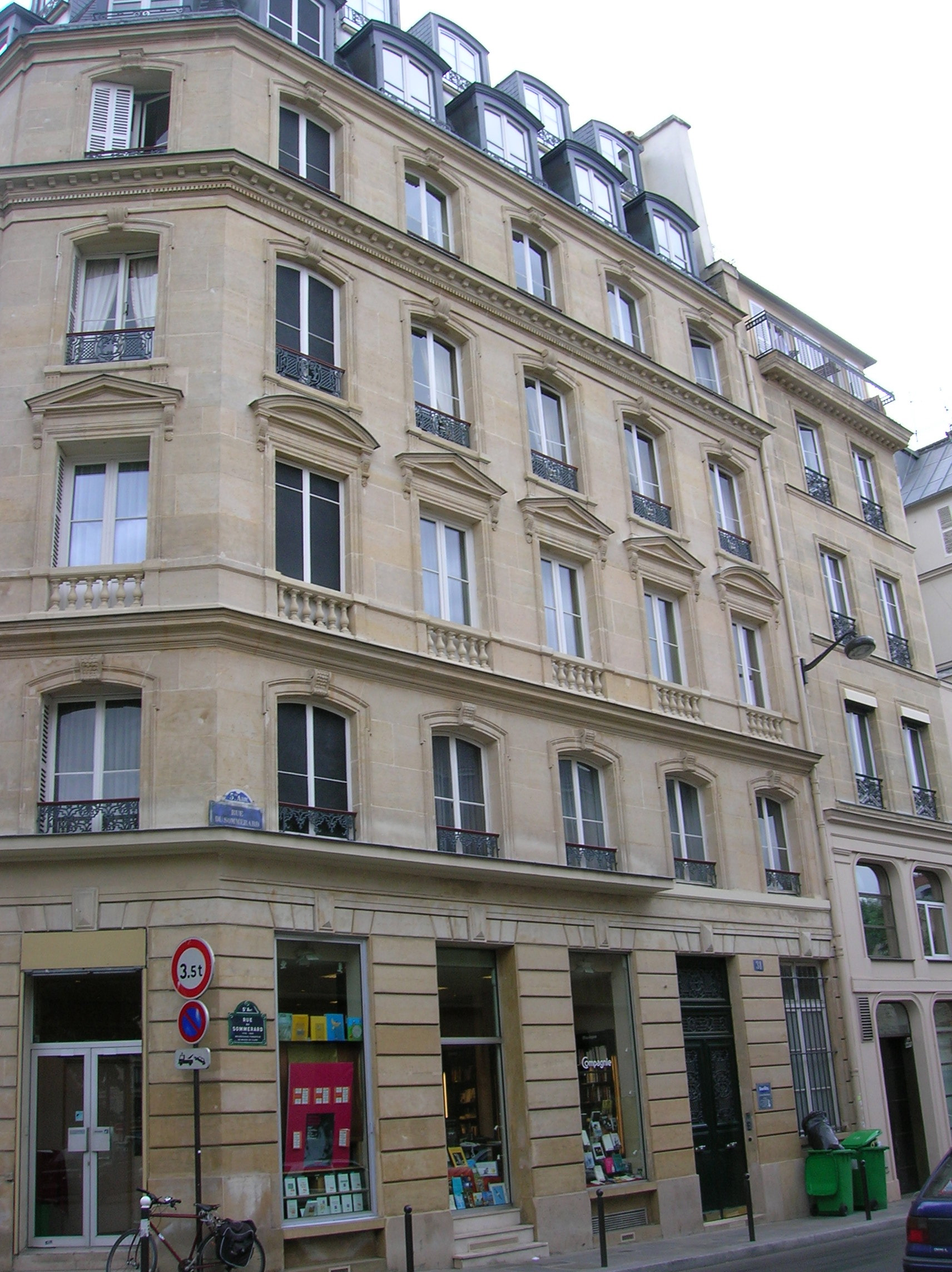
L'immeuble du 31 rue Du Sommerard et la chambre au 5e étage où habite Laurent Pasquier.

Poursuivant ses études de médecine dans le domaine de la microbiologie, Laurent Pasquier entre en 1905, dans le laboratoire du professeur Renaud Censier, un brillant biologiste. Là il s'éprend d'une collègue, Laure Desgroux. Une violente lutte interne l'envahit lorsqu'à l'occasion d'une fête donnée par Joseph pour la crémaillère de sa maison de campagne à Nesles-la-Vallée, il apprend les sentiments amoureux de Censier pour Laure. Entre respect pour son maître et sentiment de dépit amoureux, Laurent se sent perdu. Renaud Censier choisira finalement la fuite pour le Japon et la Corée, laissant son laboratoire à l'abandon. Laurent Pasquier, deux années plus tard, travaille alors dans le laboratoire des vaccins du professeur Hermerel à l'hôpital Boucicaut. Sous l'impulsion de son ami Justin Weill, il met ses études en suspens, pour tenter une aventure communautaire dans un phalanstère créé de novo au sud de Paris, nommé le Désert de Bièvres. Ce lieu regroupe de jeunes artistes rêvant de fraternité et d'humanisme et qui pour subvenir à leurs besoins travaillent à l'impression et à l'édition de livres le matin et vaquent à leurs créations artistiques respectives le reste de la journée. Laurent Pasquier, au début de cette aventure collective, tombe terriblement malade à la suite de l'inoculation, qu'il pratique sur lui-même dans le plus grand secret, d'un vaccin issu d'agents vivants atténués contre les pneumocoques. Frôlant la mort — qui est peut-être le but inavoué — mais prouvant par là-même l'efficacité du vaccin, il se remet doucement et, après quelques semaines, retourne au Désert où l'ambiance conviviale du début a beaucoup changé. Les tensions et inimitiés sont fortes entre les individus qui perdent le sens du collectif sous l'influence délétère du poète Jean-Paul Sénac. En quelques mois, la communauté se disloque, et les rêves de Justin et de Laurent s'évanouissent en janvier 1908.

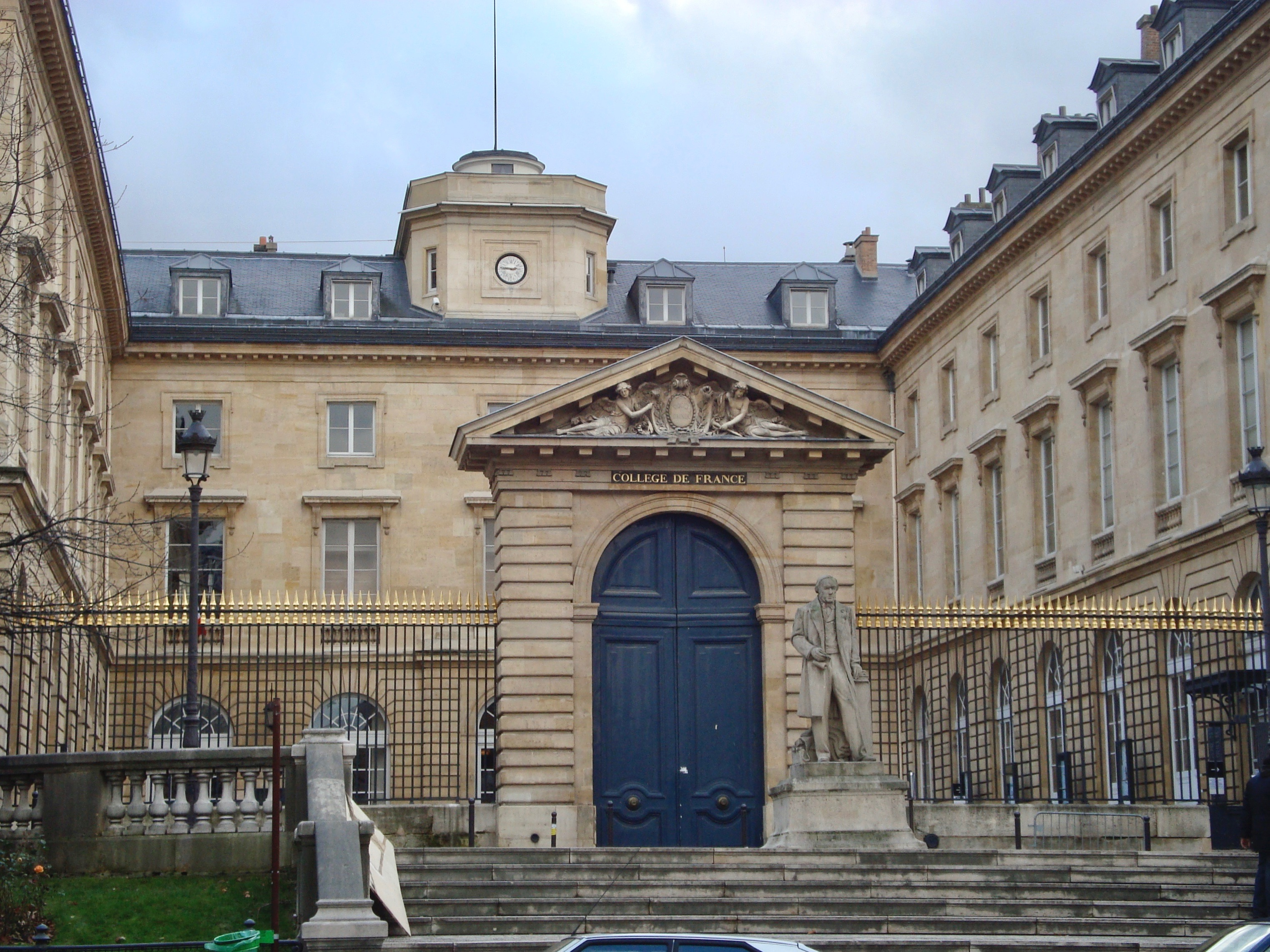
Le Collège de France où se trouve le laboratoire du professeur Chalgrin.

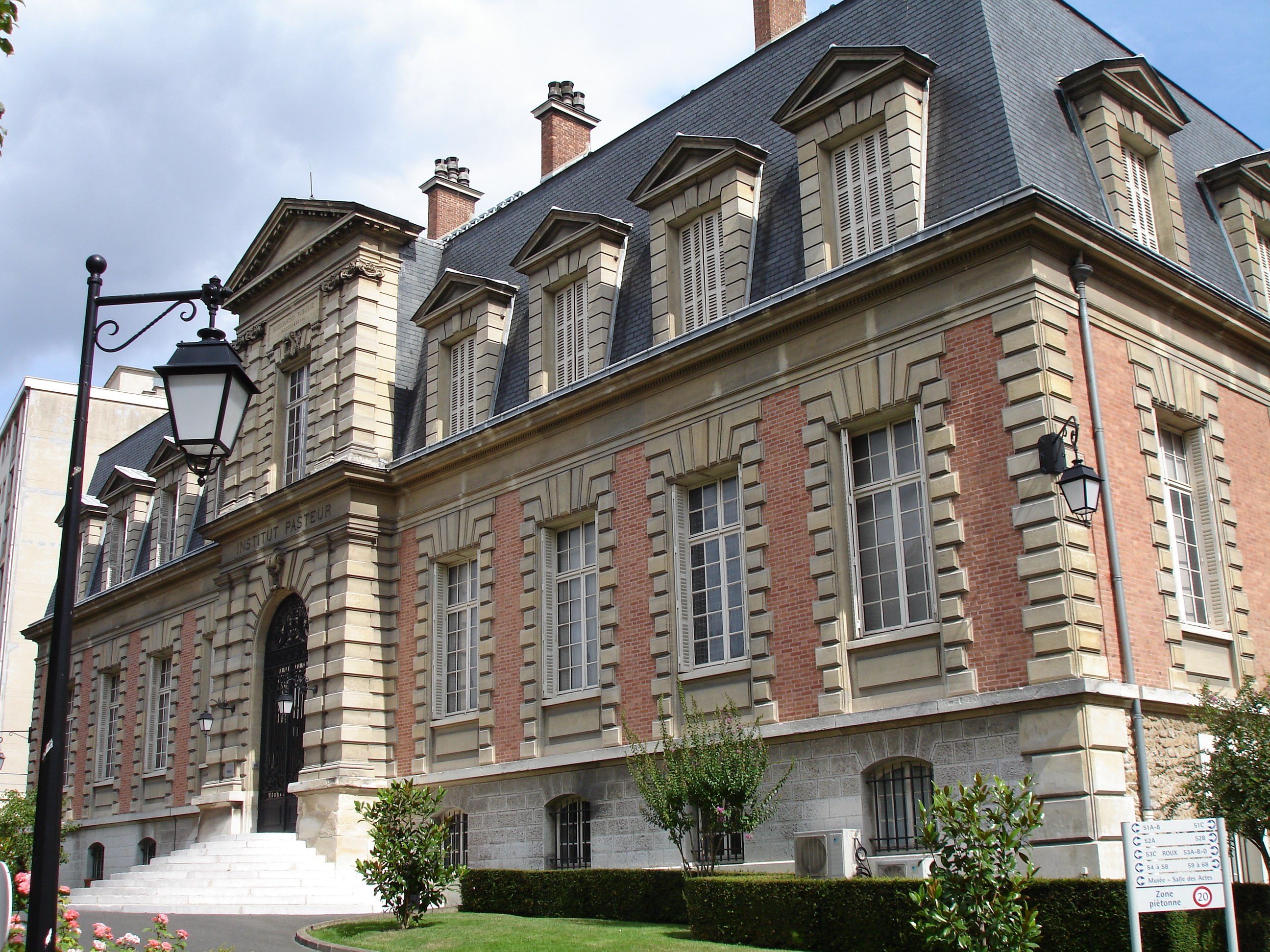
L'Institut Pasteur, accueillant le laboratoire du professeur Rohner.

Fort de son succès scientifique dans le domaine des vaccins, pour lequel il reçoit le ruban de la Légion d'honneur à 26 ans, Laurent Pasquier peut finir ses brillantes études de médecine et de biologie au sein de deux laboratoires où il travaille à mi-temps à partir de septembre 1908. Le matin, il se consacre à la recherche pour son doctorat de biologie au Collège de France chez le professeur Olivier Chalgrin, un chercheur humaniste et modeste au service du patient et de la prévention, mais un peu archaïque dans son approche scientifique ; l'après-midi pour faire sa thèse de médecine sur le polymorphisme des bactéries pathogènes, il occupe les fonctions de préparateur à l'Institut Pasteur dans le service du professeur Nicolas Rohner, un brillant médecin interniste, intelligent, rationaliste à l'extrême, mais imbu de lui-même et intrigant, prêt à toutes les manœuvres pour arriver à ses fins. Laurent Pasquier, rapidement, est partagé entre l'admiration qu'il éprouve pour ses maîtres et la condamnation des travers de leurs caractères respectifs, surtout après avoir découvert la guerre acharnée que se livrent les deux hommes tant dans le champ scientifique et académique que dans le champ politique et honorifique, notamment à propos de la présidence d'un congrès international prestigieux. Laurent Pasquier, s'éprend tendrement de Catherine Houdoire, une collègue du laboratoire Rohner, qui subitement tombe malade en contractant une infection due à la bactérie que son patron cherchait à isoler et à impliquer dans la future description de la « maladie de Rohner ». Catherine meurt de septicémie et l'autopsie de son corps, à laquelle est obligé d'assister Pasquier, prouve que la théorie de Rohner était fausse. Rohner publiera cependant sur des évidences probablement forgées de toutes pièces le tableau clinique de la dite maladie. Laurent Pasquier encaisse durement ces manœuvres allant à l'encontre de toute déontologie et écrit ses états d'âme à son ami Justin.
En 1913, Laurent Pasquier se consacre exclusivement à la recherche et devient chef divisionnaire au sein de l'Institut national de biologie où il travaille à l'élaboration de vaccins et de sérums. Son frère Joseph est devenu un riche financier spéculateur. Sa sœur Cécile est une pianiste internationalement reconnue qui a mis sa carrière entre parenthèses pour se consacrer tout entière à son enfant, sans aimer cependant son mari. Le fils de Cécile, tombé gravement malade, meurt sans que Laurent Pasquier n'ait pu aider sa sœur chérie à le sauver, le laissant dans un profond trouble et questionnement sur le sens de la vie, de la science et du réconfort de la religion vers laquelle Cécile semble trouver refuge après les drames. Son esprit cartésien et athée, même ébranlé, ne renonce cependant pas et il poursuit son travail scientifique. L'année 1914 marquera un tournant dans la vie de Laurent Pasquier. Au printemps, un violent conflit, né du renvoi d'un subalterne incapable mais protégé politiquement, l'oppose au directeur de l'Institut national de biologie, Pierre-Étienne Larminat, un administrateur placé par le ministère à la tête de l'institut. Pasquier cherche à faire valoir son point de vue en publiant un article sur l'organisation de la recherche en France dans un quotidien dont il découvre trop tard qu'il est de droite radicale. Larminat déclenche alors une campagne de presse anonyme et rageuse cherchant à discréditer les positions de Laurent Pasquier ainsi que son travail scientifique. Nombre de ses collègues, qui dans un premier temps le soutenaient, le lâchent au fur et à mesure que la polémique enfle. Laurent Pasquier se retrouve seul à combattre contre des ombres pour défendre sa vision de l'avenir de la science et l'honneur de son nom. Dans cette lutte, il va trouver le réconfort de Jacqueline Bellec, une jeune assistante sociale dévouée aux autres qui est la fille d'un patron de presse de gauche. Sous le poids de la campagne de presse de Larminat, Laurent Pasquier est contraint de démissionner de son poste de chef de service en juillet 1914 et d'abandonner la recherche, malgré les soutiens qu'il reçoit d'éminents chercheurs comme Charles Nicolle, Émile Roux, Charles Richet, Louis Lapicque, Gabriel Bertrand, et Albert Dastre. Quelques jours plus tard, il est mobilisé lors du déclenchement des combats de la Première Guerre mondiale et doit partir au front. Il se marie avec Jacqueline à la veille du conflit.

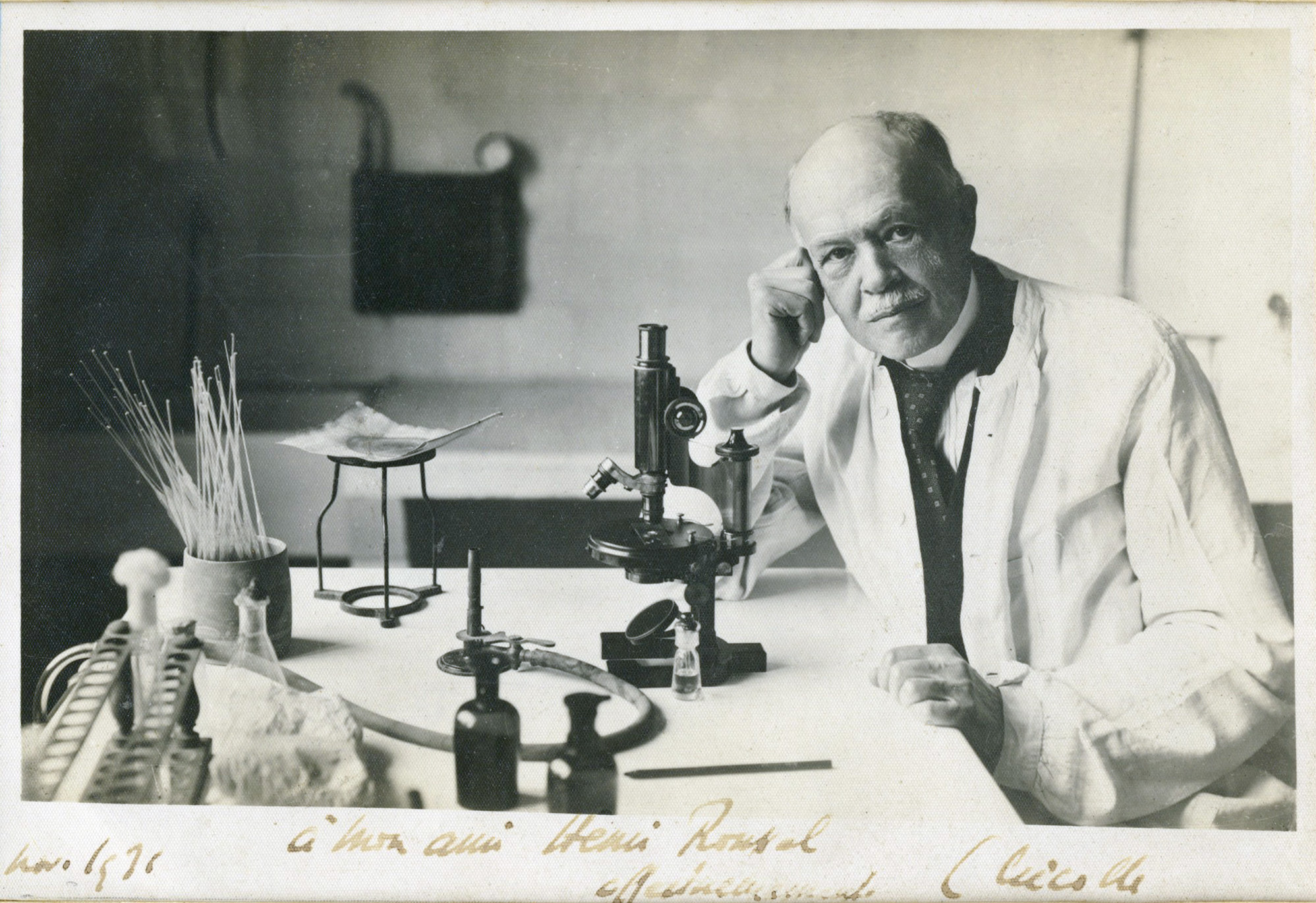
Charles Nicolle dans son laboratoire, un modèle utilisé par Georges Duhamel pour composer les biologistes et en faire un confrère fictif de Laurent Pasquier.

La guerre passée, Laurent Pasquier, sorti indemne des combats et notamment de la Bataille de Verdun (contrairement à son plus proche ami Justin Weill, mort dans les derniers mois du conflit), retrouve un poste à l'Institut national de biologie, le temps ayant fait son œuvre sur les conflits passés. En 1920, il a un enfant de Jacqueline et sa carrière connaît maintenant un prestige international. Son père Raymond Pasquier meurt en 1922, et Lucie, la vieille mère des Pasquier, vient habiter chez Laurent dans son nouvel appartement de la place du Panthéon. Au printemps 1925, alors père de trois enfants, il est sur le point d'être élu membre de l'Académie des Sciences, comme ses illustres maîtres, lorsque son frère Joseph lui demande de remettre à plus tard sa candidature, et son élection pourtant assurée, pour permettre la sienne à l'Académie française. La rivalité des deux frères est toujours présente après tant d'années, mais devient secondaire avec le divorce enclenché à l'initiative d'Hélène Pasquier et le suicide par défenestration du plus jeune des fils de Joseph Pasquier, Jean-Pierre, sans que Laurent puisse le sauver. En 1928, il est nommé à la tête de la chaire de Biologie du Collège de France, devenant l'un des plus jeunes professeurs de l'institution et reçoit de nombreuses distinctions internationales. Le 14 mars 1931, à la veille de ses cinquante ans, Laurent Pasquier entreprend d'écrire ses « mémoires » et de raconter la Chronique des Pasquier.

### Tableau généalogique de fiction
```
Charles Bruno Pasquier († vers 1881), jardinier à 
Nesles-la-Vallée

│
├─> Léopold Pasquier
│
├─> Anne Pasquier épouse Troussereau
│
└─> Eugène-Étienne-Raymond Pasquier (1846 - Paris 1922) dit « Ram Pasquier », employé puis médecin à 
Paris

    x Lucie Delahaie-Pasquier (1847 - Paris 1930) 
    │
    ├─> Michel Pasquier (1874 - 
Rouen
 1884)
    │
    ├─> Marthe Pasquier (1879 - Rouen 1884)
    │
    ├─> Joseph Pasquier (Nesles-la-Vallée 1874 - ), homme d'affaires et député de la Seine
    │   x Hèlene Strohl (1877 - )
    │   │
    │   └─> Lucien Pasquier (1902 - )
    │   │
    │   └─> Delphine Pasquier (1903 - )
    │   │
    │   └─> Jean-Pierre Pasquier (1907 - Paris 1925)
    │
    ├─> Ferdinand Pasquier (Paris 1877 - ), employé
    │   x Claire Baraduc, employée
    │
    ├─> Laurent Pasquier (
Honfleur
 
21 mars 1881
 - ), chercheur et médecin
    │   x Jacqueline Bellec
    │   │
    │   ├─> Enfant non nommé (Paris 1919 - )
    │   │
    │   └─> Enfant non nommé (Paris 1920 - )
    │   │
    │   └─> Michel (Paris vers 1922 - )
    │
    ├─> Cécile Pasquier (Rouen 1883 - ), pianiste concertiste
    │   x Richard Fauvet, biologiste et philosophe
    │   │
    │   └─> Alexandre Fauvet (Paris 
décembre 1910
 - Paris 
mars 1913
)
    │
    └─> Suzanne Pasquier (Paris 
janvier 1892
 - ), actrice de théâtre
```

## Sources du personnage

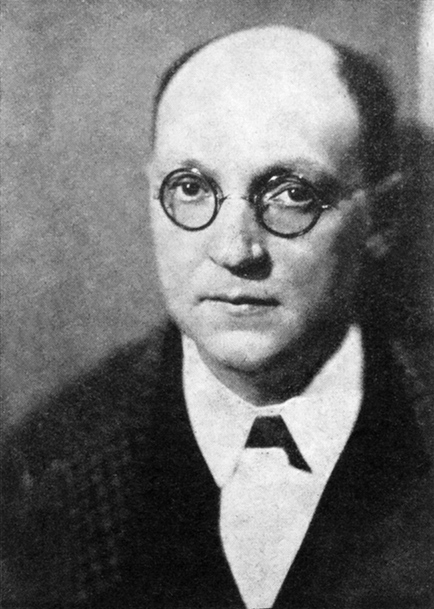
L'écrivain Georges Duhamel vers 1930.

La vie et le parcours de Laurent Pasquier sont en très grande partie une description autobiographique que Georges Duhamel fait de sa propre expérience,,,. L'auteur dira de sa Chronique des Pasquier qu'il s'agit de « mémoires imaginaires » de sa propre vie et il est proposé que Laurent Pasquier constitue la « conscience de Duhamel comme il est la conscience du clan Pasquier » et par transposition ce que l'auteur aurait aimé être. Fernand Vial dans son étude sur l'inconscient en littérature moderne décrit Laurent Pasquier comme le « porte-parole de Duhamel ». En effet, si Duhamel fut médecin et eut les honneurs de ses pairs, notamment en étant membre de l'Académie nationale de médecine à partir du 4 mai 1937, il n'entrepris jamais de carrière de chercheur. Troisième d'une famille de quatre enfants, le père de Duhamel est un pharmacien un peu fantasque, qui entreprend sur le tard des études de médecine, comme le père de Laurent Pasquier. Georges Duhamel a fait, tout comme le héros, des études de médecine à la Faculté de Paris de 1902 à 1909 et a obtenu des certificats de physiologie et de biologie à la Sorbonne. Duhamel travaille ensuite dans les laboratoires Clin de 1909 à 1914. Il fut ensuite commandant d'ambulance chirurgicale sur le front durant la Première Guerre mondiale,, ce qui lui inspira le roman Civilisation qui pourrait-être interprété comme le récit de cette guerre par Duhamel/Pasquier, dont l'expérience par Laurent Pasquier et sa famille n'est absolument pas décrite dans la Chronique des Pasquier. Par ailleurs Duhamel, bien que s'en montrant inquiet, s'intéressait vivement aux progrès scientifique et technique, thème qui nourrit la vocation de Laurent Pasquier à travers les efforts de son père Raymond pour devenir médecin et introduire au sein de la famille la pensée rationaliste et hygiéniste, à l'apogée de son expansion à la fin XIXe siècle, notamment avec les travaux de Pasteur.
Georges Duhamel, sans abandonner ses cours à la faculté, expérimenta de 1906 à 1908 la vie de phalanstère décrite dans Le Désert de Bièvres (1937) de manière identique à Laurent Pasquier. Avec son ami Charles Vildrac, qui inspira en partie le personnage de Justin Weill – l'autre personne réelle étant Jules K., un ami d'enfance de Duhamel, mort accidentellement à quatorze ans que l'écrivain porta dans son cœur toute sa vie et voulu « faire vivre » par la littérature –, ils fondèrent le groupe communautaire de l'Abbaye de Créteil, qui était une réunion d'artistes vivant de l'édition de texte où Duhamel rencontra sa future femme, l'actrice Blanche Albane, qui inspira fortement le personnage de Suzanne, la sœur cadette de Laurent Pasquier. D'une manière assez similaire à celle relatée dans le roman, l'expérience fut un échec en raison de dissensions dans le groupe et de problèmes d'argent.
De même, le regard que porte Laurent Pasquier, le narrateur, sur l'élection de son frère Joseph à l'Académie française dans La Passion de Joseph Pasquier, écrit en 1945, doit être nécessairement interprété dans la perspective des fonctions d'alors de Georges Duhamel qui fut élu en 1935 au fauteuil nº30 de l'illustre compagnie et en fut nommé secrétaire perpétuel à la Libération de Paris en août 1944. Les arcanes d'une élection et la nécessaire habileté politicienne du candidat impétrant sont parfaitement connues et décrites par Duhamel.
Il est à noter que Georges Mounin propose également la figure du biologiste et écrivain Jean Rostand comme source d'inspiration utilisée par Duhamel pour la composition de Laurent Pasquier et que l'auteur de la Chronique était un ami intime de Charles Nicolle dont le portrait apparaît également en filigrane dans les personnages de la Chronique et de son héros principal.

## Un héros moderne

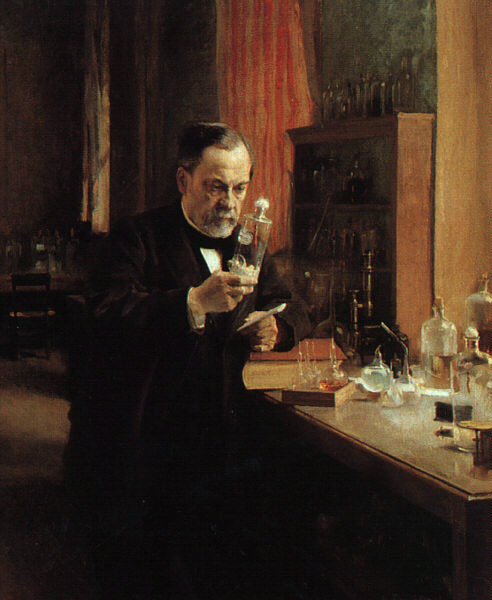
Louis Pasteur (1822-1895), une figure tutélaire de Laurent Pasquier et de sa famille. (Tableau d'Albert Edelfelt, 1885)

### L'influence familiale
L'influence du père sur le destin et les sentiments de Laurent Pasquier semble conditionner une grande partie de sa vie. Il a été éduqué par Raymond Pasquier dans le principe de l'élévation de l'homme par le savoir et les études. Son père, montre l'exemple en reprenant, à 40 ans passés grâce à un héritage inattendu, des études de médecine pour se sortir de sa condition d'employé et de sa classe sociale et s'enorgueillir auprès de son entourage. Les succès et le mythe de Louis Pasteur chez les Pasquier sont présents dès le début de la Chronique, et le jour du décès du grand savant, le 28 septembre 1895 devient un jour de deuil pour la famille ; Laurent a alors 14 ans. Le père se rend aux obsèques nationales de Pasteur le 5 octobre : « Papa s'habilla de noir, et mit un chapeau haut de forme. Il fut, un instant, pour nous, comme la statue de la science ». Laurent Pasquier est très impressionné par la figure de commandeur de son père, mais va perdre toutes ses illusions en découvrant, le même jour, sa liaison avec l'une de ses maîtresses : ce sera un moment fondateur de sa vie.
Très tôt dans la famille Pasquier se forment deux clans : d'une part Joseph et Ferdinand, auxquels parfois le père Raymond s'associe suivant les évènements, et d'autre part Laurent et Cécile, par ailleurs plus proches de leur mère. Par exemple, dès leur prime jeunesse, sans que cela soit un point central, la famille Pasquier est divisée sur l'Affaire Dreyfus, Laurent et Cécile étant « Dreyfusard avec frénésie » contre le reste de la famille. Plus généralement le philosémitisme de Laurent Pasquier est particulièrement prononcé à travers ses liens d'amitié indéfectible qui l'unit à Justin Weill, son « alter ego ». Les années passant, le point de clivage entre les enfants Pasquier se fait autour des valeurs de l'argent et de l'esprit.

### L'idéaliste
Tout au long de la Chronique des Pasquier, Duhamel met en scène son personnage central comme un jeune homme idéaliste, sensible et introspectif, motivé par une haute ambition intellectuelle qui le pousse à devenir chercheur en biologie, et en conflit permanent avec certains membres de sa famille. Cette lutte avec son frère Joseph, un spéculateur immoral, et son père Raymond, un excentrique infidèle, forgera le personnage de Laurent Pasquier qui construira sa propre vie dans une opposition douloureuse aux traits de caractère qu'il critique chez ses parents. Cela prend souvent la forme chez lui de vœux et de résolutions pris à des moments de grandes désillusions vis-à-vis de son frère et de son père. Il constitue en cela le personnage central des quatre Pasquier « dégagés des choses terrestres, [qui] aspirent 
à s'en libérer pour se grandir » que sont Raymond le père, Laurent, Cécile, et Suzanne par opposition aux Pasquier « de la terre, de l'ombre et de l'abîme » que sont Lucie la mère, Joseph, et Ferdinand.
L'épisode de la Première Guerre mondiale est totalement occulté par Duhamel dans la vie de la famille Pasquier. Le romancier fait pourtant dire à Laurent Pasquier en épitaphe du cycle dans les premières pages du premier volume Le Notaire du Havre une phrase qu'il a écrite alors qu'il est engagé dans la Bataille de Verdun de 1916 : « Miracle n'est pas œuvre » donnant ainsi « la clé principale de [sa] vie spirituelle ». Toute sa vie Pasquier luttera contre ce qu'il appelle le « déterminisme héréditaire » qu'il voit dans les caractères transmissibles de son père et chez son frère, ainsi qu'entre lui et sa mère (notamment leur menton tremblant). Un désir d'absolu et de pureté le pousse en permanence à lutter contre une certaine bassesse (y compris la sienne, qu'il supporte mal) et à s'élever par la force morale et le travail. À ce titre, ses liens sont les plus forts avec sa sœur Cécile, l'« aérienne », la plus « pure » de la famille Pasquier, avec laquelle il s'entend à demi-mot, partage toutes ses pensées, et s'unit dans une harmonie totale grâce à la musique.

### Le savant
Durant son adolescence, Laurent Pasquier hésite entre embrasser une carrière d'écrivain ou de scientifique. L'influence de son ami juif Justin Weill rencontré au lycée Henri-IV le pousse dans la première voie, qu'il abandonnera cependant rapidement sous l'influence de son père, devenu médecin sur le tard, et élevant sa famille dans le culte des grands hommes de science. Les travaux de Louis Pasteur seront les modèles qu'il cherchera à atteindre tout au long de sa vie en appliquant les principes du rationalisme. Il entreprend donc en parallèle des études de médecine et de biologie. Profitant de ses passages dans différents laboratoires dirigés par de grands virologues et microbiologistes, il s'oriente vers ces disciplines, à mêmes en ce début du XXe siècle d'aider les populations dans leur plus grand nombre, avec l'identification des agents pathogènes responsables de grandes pandémies. C'est l'époque de l'identification des causes de la rage, du typhus, de la peste, de la malaria et grâce aux moyens prophylactiques mis en œuvre – hygiène et vaccination – les épidémies ravageuses sont mieux contrôlées. C'est dans cette science toute puissante en laquelle Laurent Pasquier a foi, qu'il réalisera sa brillante carrière de biologiste (plus que de médecin, une activité dont il s'éloigne rapidement), gravissant au mérite et sous les regards bienveillants de ses Maîtres toutes les étapes de la recherche scientifique.

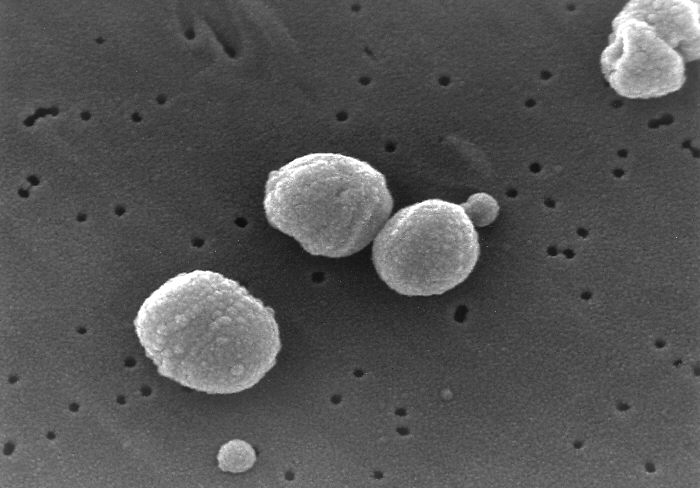
Streptococcus pneumoniae vus au microscope électronique.

Bien qu'ils soient peu décrits dans la Chronique des Pasquier, l'essentiel, si ce n'est la totalité des travaux de Laurent Pasquier vont porter sur l'élaboration de vaccins et de sérums. Encore étudiant, mû par son idéalisme, il testera sur lui-même avec une inconscience certaine un vaccin contre les pneumocoques qu'il développe avec son patron. Réchappant de peu à une grave infection et à la mort, il mettra plusieurs semaines à se rétablir, mais prouvera par là même l'efficacité de son approche vaccinale. Georges Duhamel décrit ainsi, de manière quelque peu romantique et idéaliste, le premier succès scientifique de son héros. Distingué par ses pairs avec l'obtention de la Légion d'honneur à vingt-six ans, Pasquier sera aussi dès lors le sujet de fortes jalousies et inimitiés de la part de certains de ses confrères et de son administration de tutelle. Il devient ensuite chef divisionnaire du département d'élaboration des vaccins et sérum de l'Institut national de biologie (précurseur fictif de l'Institut national d'hygiène et de son successeur l'Institut national de la santé et de la recherche médicale) au sein duquel il fait sa carrière avant de devenir un jeune professeur au Collège de France à quarante-sept ans.

## Interprète du rôle
Le personnage de Laurent Pasquier a été incarné à l'écran par Mathieu Simonet dans le téléfilm en quatre parties, intitulé Le Clan Pasquier, réalisé par Jean-Daniel Verhaeghe et adapté par Joëlle Goron de la Chronique des Pasquier. Les épisodes ont été diffusés du 22 mai 2007 au 2 juin 2007 sur France 2 et en 2007 à la Télévision suisse romande.